# The Cowboy's Ruse
The Cowboy's Ruse è un cortometraggio muto del 1911 diretto da Allan Dwan

## Produzione
Il film fu prodotto dalla Flying A (American Film Manufacturing Company).

## Distribuzione
Distribuito dalla Motion Picture Distributors and Sales Company, il film - un cortometraggio di 150 metri - uscì nelle sale cinematografiche USA il 15 giugno 1911.